# قلعه تخت
قلعه تخت مربوط به دوره ساسانیان است و در شهرستان شاهرود، بخش بیارجمند، دهستان خوارتوران، ۲ کیلومتری جنوب روستای عشقوان واقع شده و این اثر در تاریخ ۳ خرداد ۱۳۸۶ با شمارهٔ ثبت ۱۹۱۸۱ به‌عنوان یکی از آثار ملی ایران به ثبت رسیده است.